# 初鷹 (急設網艦)
初鷹（はつたか）は、日本海軍の敷設艦（急設網艦）。
初鷹型敷設艦の1番艦。急設網艦に分類する文献もあるが、日本海軍の法令上は敷設艦である。

## 概要
軍艦「初鷹」は1939年（昭和14年）10月に竣工した日本海軍の敷設艦（急設網艦）。艦名は鷹狩りにもちいる秋の鷹に依る。
潜水艦に対する港湾防御の一つとして防潜網（機雷が付いた網）が開発され、これを短時間で敷設する艦艇が求められた。初鷹型は「白鷹」や燕型敷設艇に続いて完成した急設網艦である。初鷹型は小型軽快で対潜能力も有し、船団護衛任務にも投入された。
太平洋戦争開戦時の「初鷹」は南遣艦隊・第九根拠地隊に所属しており、マレー作戦（南方作戦）に従事。水路啓開や船団護衛任務に従事した。1942年（昭和17年）9月からラバウル方面に進出して、護衛任務・哨戒任務に従事した。1944年（昭和19年）中旬以降、再び東南アジア方面での船団護衛・哨戒・機雷敷設任務に従事。1945年（昭和20年）5月16日、米潜水艦の雷撃で沈没した。

## 艦型
③計画艦で、「白鷹」の改良型。石炭燃料・レプシロ機関の白鷹型（速力16ノット）に対し、初鷹型（速力20ノット）は石炭・重油混燃（重油節約のため）・タービン機関となった。九六式防潜網24組6カイリ分、または九三式一型機雷100個を搭載可能。
先行2隻（初鷹、蒼鷹）は、連装毘式四十粍機銃を艦前部と後部に一基ずつ装備。対空・対潜水艦戦闘に対応可能という触れ込みだったが、低性能のため「若鷹」は四十口径三年式八糎高角砲を搭載した。

## 艦歴
1938年（昭和13年）3月29日、「初鷹」は播磨造船所（相生市）で起工。同造船所は、本艦を含む敷設艦複数隻（沖島、初鷹、蒼鷹、若鷹）を建造した。
1939年（昭和14年）1月20日、本艦は「初鷹」と命名される。同日附で4隻（初鷹、伏見、雪風、伊号第15潜水艦）はそれぞれ艦艇類別等級表に類別される。
「初鷹」は4月28日、進水。同年8月、初鷹艤装員事務所を設置。
10月31日、竣工。同日附で艤装員事務所を撤去する。呉鎮守府籍。
1940年（昭和15年）5月1日、呉鎮部隊に編入後、11月15日より第一根拠地隊（第二艦隊）に編入。1941年（昭和16年）4月10日、第一根拠地隊（第三艦隊）に編入。同年10月31日、第九根拠地隊（南遣艦隊）に編入。
第九根拠地隊は11月8日に呉を出港し、11月17日に三亞に到着。「初鷹」などは馬来部隊の根拠地部隊として太平洋戦争緒戦ではマレー作戦に参加した。「初鷹」の任務は輸送船護衛、防潜網設置や泊地警戒であった。12月3日、「初鷹」は低速の輸送船「関西丸」と「浅香山丸」を護衛して他より早く三亞から出撃。12月6日に3隻は主船団と合流した。12月7日、船団は目的地ごとに別れ、「初鷹」はシンゴラ・パタニ方面へ向かう船団を護衛した。12月8日、マレー半島のシンゴラ、コタバルなどへの上陸が行われた。続いて第二次マレー上陸作戦が行なわれ、このときは「初鷹」はシンゴラ方面に配置されていた。
1942年1月、「初鷹」は海防艦「占守」などとともにアナンバス基地占領作戦に参加した。攻略部隊は1月24日にプロコンドル島から出撃し、1月26日に占領は完了した。2月、パレンバン攻略作戦に参加。「初鷹」などからなるパレンバン遡行部隊の任務はパレンバン遡行水路啓開などであり、2月15日にムシ川遡行を開始して2月16日にパレンバンに到着し掃海を完了した。次いでシンガポールおよびマラッカ海峡の水路啓開作戦に参加した。
3月は、まず北部スマトラ攻略作戦に参加。「初鷹」は「占守」などとともに第二護衛隊となり、任務はラブハンルク、イヂ方面上陸部隊の護衛であった。第二護衛隊は3月10日にシンガポールから出撃。3月12日上陸は行われ、無血上陸であった。第二護衛隊は3月14日にシンガポールへ向かい、続いてビルマへ陸軍部隊を運ぶ輸送船の護衛に従事した。ビルマ輸送作戦では第二護衛隊は「初鷹」、「占守」、練習巡洋艦「香椎」、駆逐艦4隻などとなった。輸送作戦は3月19日から4月28日まで4次にわたって行われ、馬来部隊は134隻の輸送船を護衛した。なお、4月10日に第二護衛隊は解散され、代わりに彼南根拠地部隊が編成されている。
1942年（昭和17年）9月11日、「初鷹」はシンガポールを出発し、スラバヤやアンボンを経由して9月30日にラバウル（ニューブリテン島）到着。カビエン（ニューアイルランド島）やショートランド泊地およびブイン（ブーゲンビル島）で対潜警戒任務に従事した。
1943年（昭和18年）3月15日、ラバウルを出発し、アンボン、マカッサル、スラバヤを経由して4月4日にシンガポール到着。その後はペナン方面での船団護衛に従事した。1944年（昭和19年）8月3日、シンガポール方面で触雷して小破。修理後もシンガポールやペナン方面で補給や船団護衛任務に従事した。
1945年（昭和20年）5月3日頃、アメリカ潜水艦「ラガート」を撃沈したものと思われる。5月14日、「鳥取丸」護衛中、攻撃してきたアメリカ潜水艦「コビア」に対して爆雷攻撃を行い損害を与えた。
5月16日、船団護衛任務に従事中の「初鷹」はイギリス領マラヤ附近北緯4度49分 東経103度31分 / 北緯4.817度 東経103.517度地点で、米潜水艦ホークビル (USS Hawkbill, SS-366) の魚雷攻撃により沈没した。
8月10日附で「初鷹」は帝国軍艦籍および初鷹型敷設艦のそれぞれから除籍された。

## 年表
- 1938年3月29日 播磨造船所で起工。
- 1939年4月28日 進水。
  - 10月31日 竣工。
- 1942年2月26日 第1南遣艦隊第9根拠地隊に編入、以後はペナン、シンガポール方面で主に船団護衛任務。
- 1945年5月3日 アメリカ海軍の潜水艦ラガート (Lagarto, SS-371)をタイランド湾（北緯07度55分 東経102度00分）で撃沈。
- 1945年5月16日 マレー沖にてアメリカ海軍潜水艦ホークビルの雷撃により戦没。
  - 8月10日、除籍。

## 歴代艦長
※『艦長たちの軍艦史』212頁、『日本海軍史』第9巻の「将官履歴」に基づく。

### 艤装員長
- 稲垣義龝 大佐：1939年8月1日 -

### 艦長
- 稲垣義龝 大佐：1939年10月31日 - 1939年11月15日[53]
- 門前鼎 大佐：1939年11月15日 - 1940年10月15日[54]
- 松下武雄 中佐：1940年10月15日[54] - 1941年8月15日[55]
- 吉川唯喜 中佐：1941年8月15日 -
- 土井申二 大佐：1942年12月22日 -
- 尾崎隆 少佐：1944年10月10日 -

## 同型艦
- 蒼鷹
- 若鷹